# Богданов Роман Ігорович
Богданов Роман Ігорович (нар. 1984, Харків) — український юрист, доктор юридичних наук; доктор філософії з менеджменту.

## Життєпис
Народився 1984 року у місті Харкові.
У 2001 році закінчив Сєвєродонецький навчально-виховний комплекс «Спеціалізована школа-колегіум Національного університету „Києво-Могилянська академія“.
У 2006 році закінчив Інститут підготовки слідчих кадрів для СБУ у складі Національної юридичної академії України імені Ярослава Мудрого за спеціальністю „правознавство“.
У 2016 році закінчив Східноукраїнський Національний університет імені Володимира Даля за спеціальністю „економіка підприємства“.

## Наукова діяльність
Доктор юридичних наук, захистив дисертацію у Харківському національному університеті внутрішніх справ за спеціальністю: „Адміністративне право і процес; фінансове право; інформаційне право“. Тема наукового дослідження — „Адміністративно-правовий статус територіальних управлінь Державного бюро розслідувань“.
Доктор філософії з менеджменту, захистив дисертацію у Східноукраїнському національному університеті імені Володимира Даля у галузі „Управління та адміністрування“. Тема наукового дослідження — „Формування управлінських структур у системі економічної безпеки підприємства“.

## Наукові видання
- Концепція створення оперативної безпекової групи як ключового структурного елементу служби економічної безпеки підприємства[1]
- Формування організаційної структури служби економічної безпеки підприємства[2]
- Удосконалення організаційної структури служби економічної безпеки підприємства[3]
- Зміст діяльності територіальних управлінь Державного бюро розслідувань як суб'єкта адміністративно-правових відносин[4]
- Choice and assessment of a technique of planning in management of production resources of the rural enterprises[5]
- Інституціональні можливості узгодження економічних інтересів у системі економічної безпеки підприємства[6]
- Компетенція територіальних управлінь Державного бюро розслідувань[7]
- До характеристики гарантій та юридичної відповідальності територіальних управлінь Державного бюро розслідувань[8]
- Поняття та значення взаємодії Територіальних управлінь Державного бюро розслідувань[9]
- Особливості міжнародного нормативно-правового регулювання діяльності Державного бюро розслідувань (Р. І. Богданов, Правова наука і державотворення в Україні в контексті інтеграційних процесів: матеріали ХV Міжнар. наук.-практ. конф.(м. Суми, 24 трав. 2024 р.)/МВС України, Харків. нац. ун-т внутр. справ, Сум. філ., Сум. НДЕКЦ.–Суми: СФ ХНУВС, 2024.– с.401-403)
- Характеристика стану матеріально-фінансового забезпечення діяльності територіальних управлінь Державного бюро розслідувань (Р. І. Богданов, Форум права.-2024.-№ 2 (79).-с. 105—111)
- Функціонально-організаційна та штатна структура територіальних управлінь Державного бюро розслідувань[10]
- Федеральне бюро розслідувань США та можливості використання його досвіду у діяльності Державного бюро розслідувань України[11]
- Науково-методичне забезпечення діяльності Територіальних управлінь Державного бюро розслідувань[12]
- Поняття та значення матеріально-фінансового забезпечення діяльності Територіальних управлінь Державного бюро розслідувань[13]
- Можливості використання досвіду Великої Британії в контексті вдосконалення діяльності Державного бюро розслідувань України[14]
- Засадничі основи формування поняття кадрового забезпечення територіальних управлінь Державного бюро розслідувань[15]
- До характеристики ключових функцій інформаційного забезпечення територіальних управлінь Державного бюро розслідувань[16]
- Поняття та види юридичних гарантії діяльності територіальних управлінь Державного бюро розслідувань (Р. І. Богданов, Право. ua.-2023.-№ 4, ч. 2.-с.260-265)
- Сутність та зміст функцій територіальних управлінь Державного бюро розслідувань (Наше право.-2023.-№ 3.- с.256-261)
- Еклектика змін у сучасних структурах управління підприємством: стаціонарність versus адаптивність[17]
- Дослідницька компетентність майбутніх інженерів педагогів[18]
- Проблеми та перспективи розвитку будівельної галузі України в умовах війни[19]
- Адміністративно-правовий статус територіальних управлінь Державного бюро розслідувань: дисертація[20]
- Характеристика повноважень територіальних управлінь Державного бюро розслідувань[21]
- Засади керованості та проектування структур управління в системі економічної безпеки підприємства[22]
- Use of a Person as a System-Forming Factor when Forming a System of Economic Security of an Enterprise (I. Ovcharenko, I. Semenenko, R. Bogdanov, Association 1901» SEPIKE")
- Вітчизняні традиції та принципи формування управлінської структури служби економічної безпеки підприємства (Є. І. Богданов, Р. І., Є. І. Овчаренко, Економічна безпека: держава, регіон, підприємство 3, с.248-270)
- Формування управлінських структур у системі економічної безпеки підприємства: аспект інституціональної трансформації служби безпеки (Р. І. Богданов, Вісник Хмельницького національного університету, 1, с.6-12)
- Формування управлінських структур у системі управління економічною безпекою[23]
- Педагогічні умови формування еколого-економічних цінностей у майбутніх викладачів економіки[24]
- Механізм управління діяльністю вітчизняних підприємств за умов розвитку інтеграційних процесів (Р. І. БОГДАНОВ, ДО ВОРОНЕЦЬ)
- Управління інвестиційно-інноваційною діяльністю підприємства (МЕТОДИЧНІ ЗАСАДИ ФОРМУВАННЯ ТА ОБЛІКУ ДЕБІТОРСЬКОЇ ЗАБОРГОВАНОСТІ НА ПІДПРИЄМСТВІ ЗА МСФЗ ТА П (С) БО 20, с.269)
- Спеціальні режими та напрями діяльності служби економічної безпеки підприємства (СЕКЦІЯ 1. РОЗВИТОК ТЕОРІЇ ЕКОНОМІЧНОЇ БЕЗПЕКОЛОГІЇ, с.88)